# Smolník
Smolník (en allemand : Schmöllnitz, en hongrois : Szomolnok) est un village de Slovaquie situé dans la région de Košice.

## Histoire
Première mention écrite du village en 1327.

## Démographie

### Évolution de la population
| Année:               | 1994. | 2004.   | 2014.    | 2024.    |
| -------------------- | ----- | ------- | -------- | -------- |
| Nombre de personnes: | 1264  | 1278    | 1064     | 944      |
| Différence:          |       | +1,10 % | -16,74 % | -11,27 % |

| Année:               | 2023. | 2024.   |
| -------------------- | ----- | ------- |
| Nombre de personnes: | 954   | 944     |
| Différence:          |       | -1,04 % |